# Aan River
Der Aan River ist ein Fluss in der Region Southland auf der Südinsel von Neuseeland.

## Geographie
Der Aan River befindet sich gänzlich am südlichen Ende des Fiordland National Park. Er bildet den Abfluss des Lake Innes und fließt von dort zunächst in südsüdöstlicher Richtung, um dann auf seinem letzten Drittel in südlicher Fließrichtung in die Tasmansee zu münden.

## Wanderweg
Der an der Südküste der Südinsel verlaufende South Coast Track überquert den Fluss rund 200 m nordwestlich seiner Mündung.